# 吉持亮汰
吉持 亮汰（よしもち りょうた、1993年11月4日 - ）は、大阪府堺市出身の元プロ野球選手（内野手）。右投右打。

## 経歴

### プロ入り前
堺市立金岡南小学校1年時から金岡ジュニアパイレーツで野球を始め、金岡南中学校では軟式野球部に所属した。
広陵高校進学後は、2年時に1学年先輩の有原航平を擁し第82回選抜高等学校野球大会、第92回全国高等学校野球選手権大会に出場したが、ベンチ入りはできなかった。2年秋からサードでレギュラーを獲得するも、3年の夏は広島県大会3回戦で近大福山高校に敗れた。野球部同期に上原健太、1学年後輩に佐野恵太がいる。
大阪商業大学に進学すると、関西六大学リーグ戦では1年春から出場機会を得て、2年の春と秋にはサードでベストナインを獲得。2年の秋は第7節3回戦で京産大を5-0で下し、全チームから勝ち点を挙げる完全優勝での大商大42季ぶりの優勝に貢献した。4年の春には打率.439で首位打者を獲得し、ショートで初のベストナインに輝いた。第64回全日本大学野球選手権大会では打率.667、出塁率.750、4盗塁を記録し、大商大32年ぶりのベスト8に貢献した。4年の秋には関西六大学史上2人目のリーグ通算60盗塁を記録。リーグ記録の65盗塁は超えられなかったが、最終的に62盗塁を記録し、4度目のベストナインも獲得した。関西地区大学野球選手権大会では奈良学園大学に敗れ、明治神宮大会出場は叶わなかった。大学4年間でのリーグ通算成績は、90試合出場で、打率.263、312打数82安打、30打点、62盗塁だった。野球部には2学年先輩に桂依央利、橋爪大佑、近藤大亮、1学年先輩に金子丈、同期に岡田明丈、3学年後輩に太田光、滝野要がいる。
2015年10月22日に行われたドラフト会議では、東北楽天ゴールデンイーグルスから2位指名を受け、11月21日に契約金7000万円、年俸1200万円（金額は推定）という条件で入団した。背番号は2。

### 楽天時代
2016年は、1月の新人合同自主トレ中に急性胃腸炎に感染したことと、大学の試験が重なったことで、春季キャンプに出遅れ二軍スタートとなったが、すぐに一軍に合流すると、オープン戦の終了まで帯同。3月中旬の時点で打率が3割台に達するほど好調だったが、公式戦の開幕を一軍で迎えるまでには至らなかった。それでも4月19日に一軍昇格を果たすと、翌20日の対オリックス・バファローズ戦（楽天Koboスタジアム宮城）で、延長12回裏に枡田慎太郎の代走として一軍にデビュー。その後も数試合に出場後、5月5日に登録抹消。同26日に再び一軍昇格すると、翌27日の対北海道日本ハムファイターズ戦（Koboスタ宮城）で「2番・二塁手」として先発出場し、4回裏の第2打席で吉川光夫から一軍での初安打を放った。NPBの一軍公式戦では48年ぶりに、同一チームの新人野手4人（吉持・オコエ瑠偉・茂木栄五郎・足立祐一）がスタメンに名を連ねた5月31日の対阪神タイガース戦（Koboスタ宮城）では、一軍で初めての複数安打（1試合2安打）を記録した。しかし、6月19日には、シーズン2度目の出場選手登録抹消。6月28日には、読売ジャイアンツとのイースタン・リーグ公式戦（コボスタ宮城）6回裏の打席で死球を受けたことによって、右尺骨の茎状突起を骨折した。全治におよそ2か月を要したことなどから、シーズン中の一軍復帰はならなかった。レギュラーシーズン全体では、一軍公式戦21試合の出場で、打率.161、1打点、1盗塁でシーズンを終えた。オフの10月12日に第1回WBSC U-23ワールドカップの日本代表に選出された。同大会では優勝を果たした。
2017年は、二軍では打率3割を記録するが、7月には右手首の手術を受け、14試合の出場にとどまり、一軍出場はなかった。
2018年は、怪我により一軍出場がなく、二軍でも1試合のみの出場に留まり、10月29日に戦力外通告を受けた。その後、11月16日に育成選手として再契約した。背番号は008。
2019年は、イースタン・リーグ44試合の出場で打率.137、0本塁打、14打点に留まり、支配下登録に復帰することはできなかった。10月31日に、育成選手の規定により自由契約となったが、11月19日に再契約した。
2020年は、イースタン・リーグ53試合の出場で、打率.253、0本塁打、6打点の成績だった。この年も一旦自由契約となったが、12月8日に育成選手として再契約した。
2021年は、イースタン・リーグ88試合の出場で、打率.224、1本塁打、15打点の成績だった。前年までと同様、自由契約となった後、12月9日に育成選手として再契約した。
2022年は、イースタン・リーグ56試合の出場で、打率.292、0本塁打、5打点の成績だった。シーズンオフの10月11日、翌年の育成再契約を行わないと通告され、退団した。

## 選手としての特徴
50メートル走は5秒68、右打者ながら一塁到達タイムが4秒1の俊足に加え、遠投125メートル、投手としても最速146km/hを投げるなど高い身体能力を誇る。大学時代には、リーグ戦へ登板したこともあった。

## 人物
幼少期から木や電信柱に登るのが得意だったことから、愛称は「サル」。

## 詳細情報

### 年度別打撃成績
| 年 度     | 球 団     | 試 合 | 打 席 | 打 数 | 得 点 | 安 打 | 二 塁 打 | 三 塁 打 | 本 塁 打 | 塁 打 | 打 点 | 盗 塁 | 盗 塁 死 | 犠 打 | 犠 飛 | 四 球 | 敬 遠 | 死 球 | 三 振 | 併 殺 打 | 打 率 | 出 塁 率 | 長 打 率 | O P S |
| --------- | --------- | ----- | ----- | ----- | ----- | ----- | -------- | -------- | -------- | ----- | ----- | ----- | -------- | ----- | ----- | ----- | ----- | ----- | ----- | -------- | ----- | -------- | -------- | ----- |
| 2016      | 楽天      | 21    | 37    | 31    | 6     | 5     | 0        | 1        | 0        | 7     | 1     | 1     | 1        | 3     | 0     | 3     | 0     | 0     | 6     | 0        | .161  | .235     | .226     | .461  |
| 通算：1年 | 通算：1年 | 21    | 37    | 31    | 6     | 5     | 0        | 1        | 0        | 7     | 1     | 1     | 1        | 3     | 0     | 3     | 0     | 0     | 6     | 0        | .161  | .235     | .226     | .461  |

### 年度別守備成績
| 年 度 | 球 団 | 二塁  | 二塁  | 二塁  | 二塁  | 二塁  | 二塁     | 三塁  | 三塁  | 三塁  | 三塁  | 三塁  | 三塁     | 遊撃  | 遊撃  | 遊撃  | 遊撃  | 遊撃  | 遊撃     |
| 年 度 | 球 団 | 試 合 | 刺 殺 | 補 殺 | 失 策 | 併 殺 | 守 備 率 | 試 合 | 刺 殺 | 補 殺 | 失 策 | 併 殺 | 守 備 率 | 試 合 | 刺 殺 | 補 殺 | 失 策 | 併 殺 | 守 備 率 |
| ----- | ----- | ----- | ----- | ----- | ----- | ----- | -------- | ----- | ----- | ----- | ----- | ----- | -------- | ----- | ----- | ----- | ----- | ----- | -------- |
| 2016  | 楽天  | 9     | 10    | 22    | 0     | 5     | 1.000    | 3     | 0     | 0     | 0     | 0     | ----     | 7     | 4     | 8     | 1     | 1     | .923     |
| 通算  | 通算  | 9     | 10    | 22    | 0     | 5     | 1.000    | 3     | 0     | 0     | 0     | 0     | ----     | 7     | 4     | 8     | 1     | 1     | .923     |

### 記録
初記録
- 初出場：2016年4月20日、対オリックス・バファローズ5回戦（楽天Koboスタジアム宮城）、12回裏に枡田慎太郎の代走で出場
- 初打席：2016年4月22日、対埼玉西武ライオンズ4回戦（西武プリンスドーム）、8回表に牧田和久から一邪飛
- 初先発出場：2016年4月23日、対埼玉西武ライオンズ5回戦（西武プリンスドーム）、「2番・遊撃手」で先発出場
- 初盗塁：同上、1回表に二盗（投手：アンディ・バンヘッケン、捕手：炭谷銀仁朗）
- 初打点：同上、6回表に小石博孝から三ゴロ野手選択
- 初安打：2016年5月27日、対北海道日本ハムファイターズ8回戦（楽天Koboスタジアム宮城）、4回裏に吉川光夫から右前安打

### 背番号
- 2（2016年[12] - 2018年、2016 WBSC U-23ワールドカップ）
- 008（2019年[29] - 2022年）

### 代表歴
- 2016 WBSC U-23ワールドカップ 日本代表